# Puumala
Puumala este o comună din Finlanda.